# Leptopholcus tanikawai
Leptopholcus tanikawai är en spindelart som beskrevs av Teruo Irie 1999. Leptopholcus tanikawai ingår i släktet Leptopholcus och familjen dallerspindlar. Inga underarter finns listade i Catalogue of Life.